# Bourreria cassinifolia
Bourreria cassinifolia är en strävbladig växtart som först beskrevs av Achille Richard, och fick sitt nu gällande namn av August Heinrich Rudolf Grisebach. Bourreria cassinifolia ingår i släktet Bourreria och familjen strävbladiga växter. Inga underarter finns listade i Catalogue of Life.